# Manuscript gevonden te Zaragoza
Manuscript gevonden te Zaragoza (Pools: Rękopis znaleziony w Saragossie) is een Poolse dramafilm uit 1965 onder regie van Wojciech Jerzy Has. De film is gebaseerd op de gelijknamige roman van de Poolse auteur Jan Potocki.

## Verhaal
Alphonse van Worden is een jonge officier in de Waalse garde van de koning van Spanje. Tijdens de napoleontische oorlogen beleeft hij allerhande zonderlinge avonturen. Elke dag als hij wakker wordt onder een galg bij een herberg ontmoet hij mensen, die hem verhalen vertellen. Die verhalen vertonen telkens parallellen met zijn eigen avonturen. Hij ontmoet onder meer twee wellustige Moorse tweelingzussen, vampiers, een ruziënde kasteelheer en wiskundige en zigeunerkoningen.

## Rolverdeling
| Acteur                | Personage               |
| --------------------- | ----------------------- |
| Zbigniew Cybulski     | Alphonse van Worden     |
| Iga Cembrzynska       | Prinses Emina           |
| Elzbieta Czyzewska    | Donna Frasquetta Salero |
| Gustaw Holoubek       | Don Pedro Velasquez     |
| Stanislaw Igar        | Don Gaspar Soarez       |
| Joanna Jedryka        | Zibelda                 |
| Janusz Klosinski      | Don Diego Salero        |
| Bogumil Kobiela       | Señor Toledo            |
| Barbara Krafftówna    | Camilla de Tormez       |
| Jadwiga Krawczyk      | Donna Inez Moro         |
| Slawomir Lindner      | Vader van Van Worden    |
| Krzysztof Litwin      | Don Lopez Soarez        |
| Miroslawa Lombardo    | Moeder van Van Worden   |
| Jan Machulski         | Graaf Pena Flor         |
| Zdzislaw Maklakiewicz | Don Roque Busqueros     |
| Leon Niemczyk         | Don Avadoro             |
| Franciszek Pieczka    | Pacheco                 |
| Beata Tyszkiewicz     | Donna Rebecca Uzeda     |
| Kazimierz Opalinski   | Eremiet, sjeik          |
| Adam Pawlikowski      | Don Pedro Uzeda         |